# Чемпионат Европы по современному пятиборью 2017
Чемпионат Европы по современному пятиборью 2017 года прошёл в Минске (Белоруссия) с 17 по 24 июля.

## Медальный зачёт
Страна-хозяйка соревнований
| Место           | Страна          | Золото | Серебро | Бронза | Всего |
| --------------- | --------------- | ------ | ------- | ------ | ----- |
| 1               | Россия          | 2      | 2       | 0      | 4     |
| 2               | Венгрия         | 1      | 3       | 1      | 5     |
| 3               | Италия          | 1      | 1       | 0      | 2     |
| 4               | Белоруссия      | 1      | 0       | 2      | 3     |
| 5               | Германия        | 1      | 0       | 1      | 2     |
| 6               | Чехия           | 1      | 0       | 0      | 1     |
| 7               | Франция         | 0      | 1       | 2      | 3     |
| 8               | Турция          | 0      | 0       | 1      | 1     |
| Всего (8 стран) | Всего (8 стран) | 7      | 7       | 7      | 21    |

## Призёры

### Мужчины
| Дисциплина           | Золото                                              | Серебро                                                      | Бронза                                               |
| -------------------- | --------------------------------------------------- | ------------------------------------------------------------ | ---------------------------------------------------- |
| Индивидуальный зачёт | Александр Лесун                                     | Роберт Каса                                                  | Валентин Белауд                                      |
| Командный зачёт      | Венгрия - Роберт Каса - Бенце Деметер - Адам Мароши | Россия - Кирилл Беляков - Александр Савкин - Александр Лесун | Франция - Брис Лубе - Валентин Белон - Валентин Прад |
| Эстафета             | Чехия - Ондржей Поливка - Мартин Билко              | Франция - Симон Касс - Александр Хенрард                     | Германия - Патрик Дог - Марвин Фали Дог              |

### Женщины
| Дисциплины           | Золото                                           | Серебро                                               | Бронза                                                        |
| -------------------- | ------------------------------------------------ | ----------------------------------------------------- | ------------------------------------------------------------- |
| Индивидуальный зачёт | Анастасия Прокопенко                             | Саролта Ковач                                         | Ильке Озюксель                                                |
| Командный зачёт      | Италия Алиса Сотеро Глория Токки Ирен Прамполини | Венгрия Жофия Фёльдхази Саролта Ковач Тамара Алексеев | Белоруссия Ольга Силкина Татьяна Халдоба Анастасия Прокопенко |
| Эстафета             | Германия Анника Шлеу Лена Шёнеборн               | Россия Анна Буряк Алиса Фахрутдинова                  | Белоруссия Екатерина Ароль Татьяна Халдоба                    |

### Смешанные
| Дисциплины | Золото                                     | Серебро                                     | Бронза                            |
| ---------- | ------------------------------------------ | ------------------------------------------- | --------------------------------- |
| Эстафета   | Россия Гульназ Губайдуллина Кирилл Беляков | Италия Алессандра Фрецца Пьер Паоло Петрони | Венгрия Саролта Ковач Роберт Каса |